# 甘い抱擁
『甘い抱擁』（原題: The Killing of Sister George）は、1968年製作のアメリカ映画。日本ではスプラッシュ上映として地方でのみ公開されている。フランク・マーカス舞台劇『シスター・ジョージ殺し』の映画化作品である。

## あらすじ
女優・ジューンは、メロドラマ『アップルハースト』でメインキャラクターを務めており、番組内での役名からジョージとあだ名されるほど人気が高ったが、降板の不安から酒におぼれていた。
ジューンと同居しているアリスは、ジョージに抑圧された生活に嫌気がさしていたが、家を出ることができずにいた。
ある時、ジューンはテレビ局の重役クロフトから降板を言い渡されたうえ、愛人のアリスをとられてしまう。

## キャスト
- ジューン/ジョージ：ベリル・リード
- アリス：スザンナ・ヨーク
- マーシー：コーラル・ブラウン
- レオ：ロナルド・フレイザー
- ベティ：パトリシア・メディナ
- フレディ：ヒュー・パディック